# Banguisto
Banguisto ist eine Siedlung im Arrondissement Niamey V der Stadt Niamey in Niger.
Die informelle Siedlung liegt am nördlichen Rand des Stadtviertels Karadjé in einem sumpfigen Altarm des Flusses Niger. Sie entstand zum Missfallen der Stadtverwaltung durch die Aufteilung von Grundstücken, der die Errichtung einfacher Lehmwohnhäuser folgte. In Banguisto etablierte sich ein auf Zwiebeln spezialisierter Markt.
Der Stadtteil befindet sich auf einem Alluvialboden und ist in der Regenzeit in den Monaten Juli und August regelmäßig Überschwemmungen ausgesetzt. Der Niger-Altarm führt in dieser Zeit Wasser. Zu schweren Hochwasserschäden kam es in den Jahren 1998, 2010, 2012, 2013 und 2017. Im Jahr 2017 wurden dabei 17 Wohnhäuser zerstört, ein Mensch starb. Der nigrische Theatermacher Oumarou Aboubacari Bétodji verarbeitete die wiederholten Überschwemmungen in Banguisto 2015 im Theaterstück Quatre fois n’est pas coutume !.